# 平川淳
平川あつし（ひらかわ あつし、1956年 - ）は、日本の経営コンサルタント。香川県丸亀市出身。
中堅製造業を中心に100社以上の企業に対してコンサルティングを実施している。
2015年　日本工業大学大学院技術研究科教授就任。2016年　丸亀創成塾「新明倫館」開校　塾長就任。

## 経歴
丸亀市立西中学校を経て香川県立丸亀高等学校卒業。1981年東京大学工学部卒業後昭和電工に勤務。新合金の開発に従事。
1989年富士総合研究所へ入社、以後経営コンサルタントとして活躍する。2002年富士銀行、第一勧業銀行、日本興業銀行統合によりみずほ総合研究所に移行。
2009年4月19日に実施された丸亀市長選挙に無所属で出馬するも3306票差で落選。
2011年　介護施設「ケアビレッジスマイル」開設。2011年　日本工業大学大学院技術研究科客員教授。
2012年　香川短期大学非常勤講師。2014年　NPO法人「さきがけチャレンジ塾」主宰。カマタマーレ讃岐経営戦略オフィサー就任。

## 書籍
- 「新製品・新事業探索法」（共著・日本能率協会出版）
- 「新製品・新事業開発実践コース」（共著・日本能率協会出版）